# کرزبروک، استرالیای جنوبی
کرزبروک (به انگلیسی: Kersbrook) یک شهرک در استرالیا است که در استرالیای جنوبی واقع شده‌است.